# Helgarö socken
Helgarö socken i Södermanland ingick i Åkers härad och är sedan 1971 en del av Strängnäs kommun, från 2016 inom Vårfruberga distrikt.
Socknens areal är 21,54 kvadratkilometer, varav 21,53 land.  År 1948 fanns här 397 invånare. Edeby herrgård samt sockenkyrkan Helgarö kyrka ligger i socknen.  

## Administrativ historik
Helgarö socken har medeltida ursprung. 
Vid kommunreformen 1862 övergick socknens ansvar för de kyrkliga frågorna till Helgarö församling och för de borgerliga frågorna till Helgarö landskommun. Landskommunen inkorporerades 1952 i Vårfruberga landskommun som 1971 uppgick i Strängnäs kommun. Församlingen uppgick 1998 i Vårfruberga församling som 2006 uppgick i Vårfruberga-Härads församling.
1 januari 2016 inrättades distriktet Vårfruberga, med samma omfattning som Vårfruberga församling hade 1999/2000 och fick 1998, och vari detta sockenområde ingår.
Socknen har tillhört län, fögderier, tingslag och domsagor enligt vad som beskrivs i artikeln Åkers härad.  De indelta soldaterna tillhörde Södermanlands regemente, Österrekarne kompani.

## Geografi
Helgarö socken ligger nordväst om Strängnäs på nordvästra delen av halvön Fogdö, söder om Granfjärden och nordost om Sörfjärden. Socknen är svagt kuperad och har odlingsbygd som omväxlar med skogsbygd.

## Fornlämningar
Spridda gravrösen med stensättningar från bronsåldern är funna. Från järnåldern finns cirka 20 gravfält. Vidare finns två fornborgar, varav en är Rällingeborg, samt två runristningar.

## Namnet
Namnet (1233 Helgarna) kommer från kyrkbyn med efterleden arin, 'grusig ö, grusig mark'. Förleden innehåller mansnamnet Helge eller helig.